# Griedge Mbock Bathy
Griedge Yinda Colette Mbock Bathy Nka (Brest, 13 de julho de 1995) é uma futebolista profissional francesa que atua como defensora.

## Carreira
Griedge Mbock Bathy fará parte do elenco da Seleção Francesa de Futebol Feminino, nas Olimpíadas de 2016.